# وزارت امور خارجه اتحاد جماهیر شوروی
وزارت روابط خارجه اتحاد جماهیر شوروی سوسیالیستی در ۶ ژوئیه ۱۹۲۳ تأسیس شد. این وزاتخانه از ۱۹۲۳ تا ۱۹۴۶ کمیساریای خلق در امور خارجه، از ۱۹۴۶ تا ۱۹۹۱ وزارت امور خارجه و در ۱۹۹۱ با عنوان وزارت روابط خارجه شناخته می‌شد. این وزاتخانه یکی از مهم‌ترین اداره‌های دولتی در اتحاد جماهیر شوروی بود. وزارت امور خارجه قبل از سال ۱۹۹۱ توسط وزیر امور خارجه و در ۱۹۹۱ توسط وزیر روابط خارجه اداره می‌شد. هر یک از رهبران وزارتخانه، نخست توسط رئیس شورای وزیران معرفی و به تأیید پرزیدیوم شورای عالی می‌رسید و عضو شورای وزیران بود.
وزارت روابط خارجه دربارهٔ معاهدات دیپلماتیک مذاکره می‌کرد و همین‌گونه امور خارجه شوروی را به همراه اداره بین‌المللی حزب کمونیست اتحاد جماهیر شوروی مدیریت و در هدایت کمونیسم جهانی و ضد امپریالیسم که هر دو موضوع مستحکم سیاست شوروی بودند، مساعدت می‌کرد. پیش از اینکه میخائیل گورباچف دبیرکل حزب کمونیست اتحاد جماهیر شوروی شود، ساختار سازمانی وزارت روابط خارجه عمدتاً ثابت بود. به‌مثابه بسیاری دیگر از سازمان‌های شوروی، وزارت روابط خارجه یک گروه سیاست داخلی با نام هیئت داشت که از وزیر، دو معاون اول وزیر و نه معاون وزیر تشکیل شده‌بود. هر معاون وزیر معمولاً ریاست بخش مخصوص به خود را بر عهده داشت.

## وظایف و مسئولیت
وظیفه اصلی وزارت خارجه هدایت خط کلی سیاست خارجی شوروی بود. وزارت روابط خارجه نماینده شوروی در خارج از کشور بود و به نمایندگی از سمت دولت شوروی در گفتگو با هیئت‌های خارجی شرکت می‌کرد. وزارت روابط خارجه قادر بود متصدیان دیپلماتیک را منصوب کند، این امر به استثنای سفرای شوروی بود که توسط شورای وزیران منصوب می‌گشتند. وزارت روابط خارجه مسئول حفظ و رسیدگی به منافع اقتصادی و سیاسی اتحاد جماهیر شوروی در خارج از کشور بود، اگرچه منافع اقتصادی نیز مسئولیت مشترک وزارت بازرگانی خارجی بود. کمیته دولتی شورای وزیران در امور پیوندهای فرهنگی با ملل خارجی و وزارت فرهنگ به‌طور مشترک با وزارت روابط خارجه در زمینه حفاظت از شهروندان شوروی در خارج از کشور، اعمال روابط کلی کنسولی شوروی و ترویج فرهنگ شوروی در خارج از کشور همکاری می‌کردند. یکی از وظایف کمتر دیده‌شده وزارت روابط خارجه نقش آن در هماهنگی عملیات اطلاعاتی شوروی در خارج از کشور بود.
ویزای خروج از کشور توسط وزارت روابط خارجی فدرال، وزارتخانه‌های امور خارجه کل اتحادیه و وزارت امور داخلی صادر می‌شد. همین امر در مورد گذرنامه‌های خارجی غیرنظامی که برای شهروندان شوروی صادر می‌شد نیز صادق بود.

## سازماندهی و ساختار

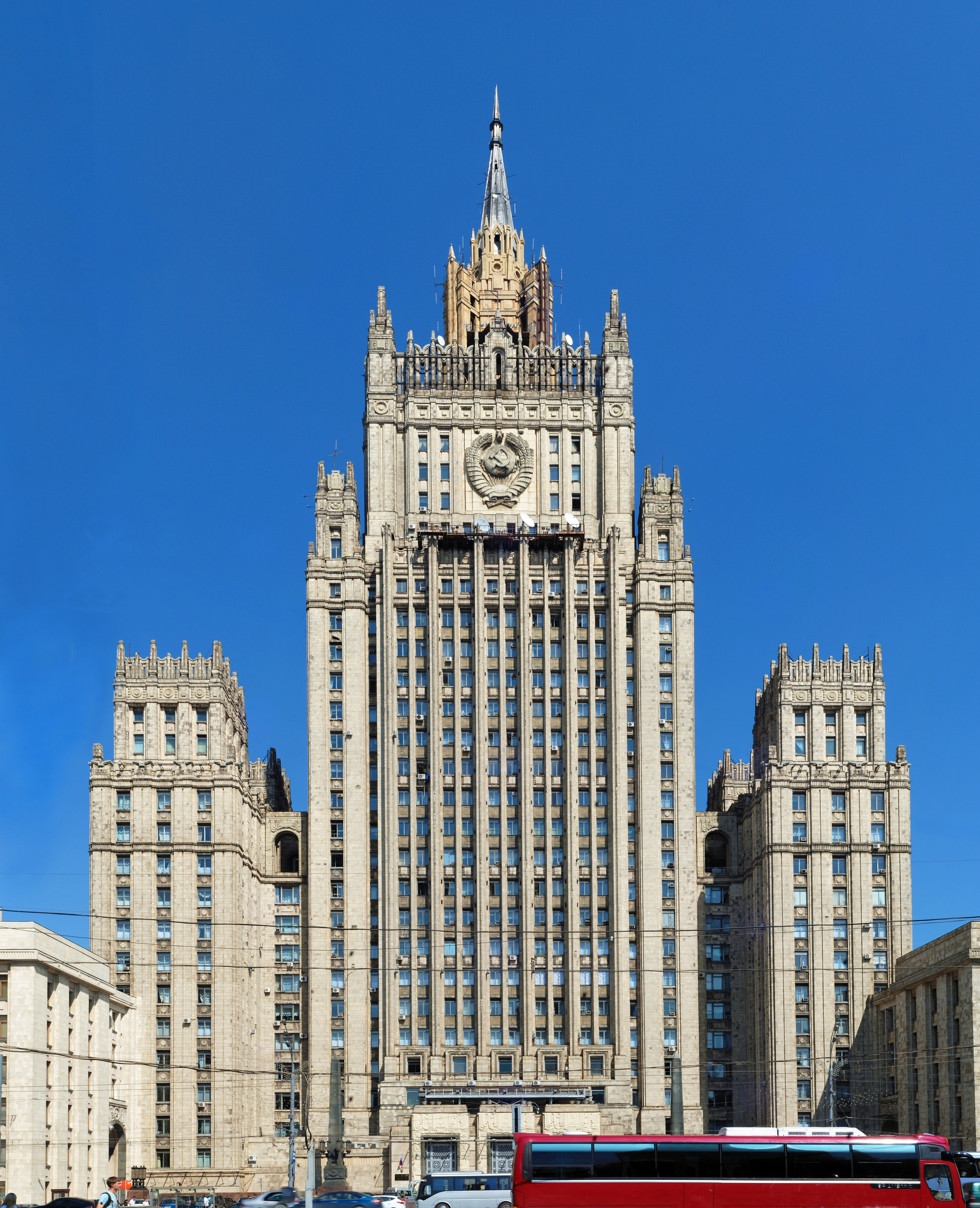
ساختمان اصلی وزارت امور خارجه؛ تکمیل‌شده در سال ۱۹۵۳

گروه سیاست‌گذاری داخلی وزارتخانه، هیئت رؤسای مشترک بود. اعضای هیئت معمولاً متشکل از وزیر، دو معاون اول وزیر، نه معاون وزیر، یک رئیس دبیرخانه کل و چهارده عضو دیگر بودند. در سال ۱۹۹۰ مجموعاْ هیئت دارای ۲۷ عضو بود. هر معاون وزیر مسئولیت یک اداره را بر عهده داشت. اعضای باقی‌مانده دیگر یا یک بخش یا نهاد اداری وزارتخانه را کنترل می‌کردند. یک هیئت رؤسای مشترک در اتحاد جماهیر شوروی از بسیاری جهات همان رهبری جمعی بود. هیئت تصمیم‌گیری در مورد تخصیص وظایف خاص را بر اساس سیاست وزارتخانه هماهنگ می‌کرد. انتظار بر این بود تا این نهاد دستورالعمل‌های جدید صادره توسط وزیر را بررسی و موفقیت‌ها و ناکامی‌های آن را یادداشت کند. «تفکر سیاسی جدید» میخائیل گورباچف از جمله با تعیین اهداف برای بهبود روابط دیپلماتیک و ایجاد شرایط زندگی مناسب، انسانی، مادی و معنوی برای همه ملل، در سال ۱۹۸۸ در هیئت رؤسای مشترک رسمیت یافت. علاوه بر این، هیئت خاطرنشان کرد که بهبود تلاش‌های بین‌المللی «برای نجات جهان» بهترین «مفهوم طبقاتی سوسیالیسم» است. این تفکر معتقد بود که اگر سوسیالیسم بتواند جهانی صلح‌آمیزتر ایجاد کند، واقعاً یک «انقلاب جهانی» انجام می‌دهد.
وزارت روابط خارجه فدرال و وابستگان محلی کل اتحادیه آن به‌طور منظم در شورای وزیران و شاخه‌های جمهوری‌های اتحادیه آن تشکیل جلسه می‌دادند تا در مورد سیاست، وظایف و مسئولیت‌های وزارت روابط خارجه بحث کنند. این گردهمایی مشترک منجر به مشارکت بیشتر جمهوری‌های اتحادیه در اجرای سیاست خارجی، تدوین و هماهنگی آن شد. همچنین این ارگان مشکلات بین‌المللی را مورد بحث و بررسی قرار می‌داد و این گونه مشکلات را در عرصه بین‌المللی حل می‌کرد.

از آنجا که رژیم‌های کمونیستی اروپای شرقی در سال ۱۹۸۹ فروپاشیدند، دیگر هیچ تمایزی بین بخش‌های اروپای شرقی و غربی وجود نداشت. یک نهاد اداری مجزا به نام «امور سفارتی» برای خدمت به هیئت دیپلماتیک شوروی در خارج از کشور وجود داشت. در سال ۱۹۸۶، دولت شوروی بخش‌های جدید وزارت روابط خارجه را برای کنترل تسلیحات و خلع سلاح ایجاد کرد. همچنین وزارت روابط خارجه بخش‌های منطقه‌ای جدیدی مانند اداره اقیانوس آرام ایجاد کرد. این یک تغییر اساسی تلقی می‌شد، زیرا ساختار وزارت روابط خارجه عمدتاً از زمان امپراتوری روسیه بدون تغییر مانده‌بود. یک کتاب درسی شوروی سازمان و ساختار وزارت روابط خارجه را به شرح زیر توصیف می‌کند:

یکی از شاخه‌های مهم دستگاه مرکزی از دیدگاه عملیاتی هدایت دیپلماتیک روزمره، بخش دیپلماسی اجرایی است. ماهیت فعالیت‌های انجام‌شده توسط این بخش‌ها با ویژگی‌های منطقه‌ای و عملکرد آن‌ها تعیین می‌شود. اداره‌های منطقه‌ای به مسائل روابط خارجی با گروه‌های خاصی از ایالت‌ها رسیدگی می‌کنند. این گروه از کشورها بر اساس مناطق تقسیم می‌شوند.
تلاش‌های سازماندهی مجدد که در سال ۱۹۸۶ و آغاز سال ۱۹۸۷ انجام شد، منجر به جایگزینی بسیاری از دیپلمات‌های ارشد شد. همچنین دولت اصل جدیدی را معرفی کرد که در آن آمده بود: «وقتی یک سفیر به مدت ۴ یا ۵ سال در یک پست باشد، حد ادراک خود را از دست می‌دهد. مدت خدمت بهینه در یک پست حداکثر ۳ سال می‌باشد.»